# Проводаџија
Проводаџија је особа коју најчешће представља мушкарац, али ређе и жена (наводаџика). Проводаџија је имао активну улогу између две породице све до саме свадбе. Он би најчешће све утаначио, а будући пријатељи би контакт имали тек кад се све уговори.